# 바울에 대한 새 관점
바울에 대한 새 관점(new perspective on Paul)이란 영국의 성공회 출신 신학자인 E. P. 샌더스(Sanders), 제임스 던(J. Dunn), 그리고 니컬러스 토머스 라이트(톰 라이트)와 같은 학자들이 전통적인 개신교의 칭의(justification)론을 새로운 관점으로 해석하는 학설이다. 그들에 따르면 새 관점(New Perspective)이란 1세기 유대주의의 관점을 가지고 칭의와 관련된 바울의 서신들을 새롭게 이해하는 시도이다. 종교 개혁가 루터와 울리히 츠빙글리, 칼뱅에 의해 주장된(Old Perspective) 이신칭의론(구원에서 행위가 영향을 주지 않고 오직 믿음으로만 의롭다함을 얻고 구원을 받음)을 비판하고 칭의를 현재 그리스도를 믿는자에 대한 법정적 무죄라는 하나님의 선언이 아니라 미래에 종말에서 최종완성된다고 한다. 즉 구원에 있어서 지속적인 행위와 종말론적 완성을 주장한다. 따라서 전통적인 개신교가 주장하는 법정적 칭의라는 핵심적인 주장을 새로운 관점으로 해석함으로써 큰 논쟁이 제기되고 있다. 새 관점은 현재 가장 뜨거운 주제로 등장하고 있다.

## 발전
개신교 종교개혁(1517년) 이후 바울의 저술에 대한 연구는 루터교와 개혁교회의 견해에 의해 크게 영향을 받아 16세기 로마 가톨릭과 관련된 부정적 속성을 제2성전기 유대교로 귀속시켰다. 바울의 저작에 대한 이러한 루터교와 개혁교회의 견해는 "바울에 대한 새로운 관점"의 신봉자들에 의해 "구시대적 관점"이라고 불린다. '새로운 관점'은 루터교-개혁의 틀에서 바울의 서신을 들어내고, 그 나름의 조건으로 1세기 유대교에 대한 이해라고 하는 것을 바탕으로 해석하려는 시도다.
새관점의 뿌리는 슈바이쩌까지 올라간다. 신약학자 W.D. 데이비스에 따르면 슈바이쩌(A. Schweitzer, The Mysticism of Paul the Apostle, 325)는 바울이 유대주의에 반대적 해석이 아닌 유대주의적 관점에서 해석하는데 길을 열었다고 한다.그는 바울이 이신칭의의 관점에서 인간과 본성의 총체적 운명을 포함하는 우주적 행위로 무게중심을 이동했다고 한다《Paul and Rabbinic Judaism: Some Rabbinic Elements in Pauline Theology, iii》. 또한 데이비스는 새관점의 학문적 뿌리가 C.H. 다드에서 나왔고, 다우베, 데이비스(다드의 제자)를 거쳐 데이비스의 제자 샌더스, 제임스 던, 라이트로 이어졌다고 학자들은 본다.
1963년 현대의 학문에 의해 "바울에 대한 새로운 관점"의 전개에 샌더스만큼 영향력이 있었다고 여겨지는 루터 신학자 크리스터 스텐달은 사도 바울의 신학에 대한 전형적인 루터적 관점이 바울의 저술에 나타난 진술과 맞지 않는다고 주장하는 논문을 발표하였고, 사실 그 논문은 더욱 기초가 되었다. 바울의 글에 대한 신중한 해석보다 바울의 신념에 대한 그릇된 추측이라고 정의한 스텐달은 현대 서구 사상을 성경, 특히 바울의 작품에 강요하지 말라고 경고했다. 1977년 E. P. 샌더스는 바울과 팔레스타인 유대교를 발표하였다. 이 작품에서 그는 유대교 문학과 바울의 저술을 연구하면서 유대교와 바울의 신학에 대한 전통적인 루터교의 이해가 근본적으로 틀렸다고 주장한다.
샌더스는 이 분야의 책과 기사를 계속 냈고, 곧 학자 제임스 던과 함께 하게 되었다. 라이트는 1978년 틴데일 강의에서 "바울에 대한 새로운 관점"이라는 용어를 처음 사용했다. 던이 운동을 요약하고 단언한 1982년 맨슨 기념 강의의 제목으로 사용되면서 이 용어는 더욱 널리 알려지게 되었다. 이들 작가의 작품은 수많은 학자들이 관련 이슈를 연구하고 토론하고 토론하도록 고무시켰다. 그 이후 제기된 이슈를 다루는 많은 책과 기사들이 출판되었다.N.T.라이트는 학계 밖의 '새로운 관점'을 대중화하기 위한 목적으로 다수의 작품을 집필했다.
'새 관점' 운동은 다른 고대 문헌의 맥락에서 성경을 연구하는 최근의 학문적 관심이 급증하고, 고대 문화를 이해하기 위한 사회과학적 방법의 사용과 밀접하게 연관되어 있다. 성서학자에 소속된 학자들은 고대 세계에 대한 연구를 바탕으로 성서 문헌을 다양하게 재해석할 것을 요구해 왔다.

## 새 관점에 찬성자들
미국에서 1963년 루터란 신학자 Krister Stendahl가 바울신학은 바울의 작품에서 말하는 것과 맞지 않다고 주장함으로써 새 관점에 대한 영향을 주기 시작했다. 사회적-학문적 방법을 강조하는 상황학파(The Context Group)들도 새관점에 동참하게 되었다. 속죄론에 있어서 다양성이 있지만 새 관점주의자들은 Chris VanLandingham, Pilch, Malina, David Brondos, Stephen Finlan 등이 있다.

## 새 관점의 긍정적 기여
오성종 교수는 몇 가지로 설명한다.
①1세기 역사적 배경 속에서 초기 유대교 율법관과 구원관과 종말관에 대한 폭넓은 연구로 보다 정확한 이해를 가지도록 자극과 도움을 줌 ②윤리적 선행과 최후 심판을 적극 생각하도록 신학적 지평을 넓히는 데 기여 ③바울의 칭의론이 진술된 사회적 교회론적 선교적 차원이 고려될 때 온전하게 이해될 수 있다는 사실을 일깨움 ④‘오직 믿음/은혜’를 강조할 때 자칫 구원파식 ‘값싼 은혜’의 구원관으로 전락할 우려가 큰데, 이 문제를 본격적으로 다루도록 토론의 장을 열어줌 등이다.

## 새 관점에 대한 비판
"새로운" 관점은 매우 논란이 많은 주제였고 토론의 양쪽으로부터 강한 주장과 반론을 이끌어냈다.
2003년 스티브 샬케는 새 관점을 지지하는 작가들의 영향을 받은 후, 인기 있는 청중을 대상으로 한 책을 출판했는데, 이 책은 속죄의 형벌적 대체 이론에 대해 매우 비판적인 논평을 했다. 이것은 영국의 복음주의자들 사이에 광범위하고 지속적인 논쟁을 야기시켰는데, 평신도들과 루터교와 개혁교회 전통의 옹호자들로부터 강한 반발을 받았다. 샬케의 견해는 비판뿐만 아니라 많은 지지를 이끌어냈는데, 토론 양쪽에 수많은 글과 블로그, 책이 쓰여지고 있다.
계속되는 논란은 복음주의 연합이 2005년 7월 이 문제를 논의하기 위해 심포지엄을 조직하는 것으로 이어졌다. 이 심포지엄의 기록은 샬케의 한 장을 포함하고 있으며 그의 견해 또한 "속죄 논쟁"에 포함되어 있다. 보수적인 복음주의 신학자들 세 그룹이 샬케에게 그들의 저서 "Pierced for our Transgressions"(크로스웨이 출판, 2007)로 응답했는데, 샬케의 입장은 어떤 복음주의적인 신앙 고백과 모순된다고 강하게 비판했다. 그러나, 니컬러스 토머스 라이트는 샬케를 지지하고 후자를 크게 반박하면서, 예를 들어, '유명인사들의 요란한 지지에도 불구하고, 그것은 깊고, 심각하고도, 이상할 정도로 비성서적이다'라고 논평하였다.
토론의 양쪽 모두 성경에 대한 더 높고 더 정확한 관점을 가지고 있다고 주장하고자 했다. 새 관점 지지자들은 역사적인 루터교와 개혁교향의 관점에 대한 지지자들은 역사적인 개신교 전통에 너무 전념하고 있기 때문에 '자연스러운' 성경 읽기를 하지 못한다고 주장하는 반면, 루터교와 개혁교향 지지자들은 새 관점 지지자들의 특정 해석에 너무 흥미를 느낀다고 주장한다. 문맥과 역사로 인해 본문에 대한 편향된 접근으로 이어지게 된다.
'새로운' 관점은 개혁교회와 개신교 전통의 많은 신학자들로부터 택자(Selection)에 대한 고전적이고 개인주의적인 아우구스티누스적 해석을 훼손하고 성경의 가르침을 충실히 반영하지 못한다고 주장하면서 크게 비판받아 왔다. 최근 몇 년간 복음주의자들 사이에서 치열한 논쟁의 주제가 되었는데, 주로 복음주의계에서 니컬러스 토머스 라이트의 인기가 높아졌기 때문이다. 가장 노골적인 비평가로는 칼뱅주의자 존 파이퍼, 싱클레어 퍼거슨, C. W. 파월, 마크 A, 마이클 호턴 (신학자)가 있다. 세이프리드, D. A. 카슨, 톰 홀랜드, 리곤 던컨 등이 있다.
배리 D. 스미스는, 유대교 신앙 관행이 율법주의적인 것이라고 보는 전통적인 관점에 대한 새 관점의 도전은 부적절한 것이라고 주장했다. 유대인들이 율법주의와 씨름했다고 묘사하는 성서 본문들 및 선행으로써 구원을 얻는다는 개념은 예수의 바리새인과 세리의 비유와, 보다 중요하게는, 로마서 4:4-5와 같은 바울 자신의 말을 포함한다 : "일하는 자에게는 그 삯이 은혜로 여겨지지 아니하고 보수로 여겨지거니와 일을 아니할지라도 경건하지 아니한 자를 의롭다 하시는 이를 믿는 자에게는 그의 믿음을 의로 여기시나니". 바울은 또한 로마서 10:5-8에서 율법의 의와 믿음의 의를 대비시키면서 신명기 9:4을 암시하는데, 여기서 하나님은 유대인들이 다른 민족보다 더 선하고 자격이 있어서 하나님이 그들을 택하였다고 생각하지 않도록 그들에게 경고하였다.
2015년에 존 M.G. 바클레이는 바울과 선물을 출판했는데 바울은 은혜의 신학을 재정립하고, 그렇게 함으로써 새로운 관점에 대한 미묘한 비판을 제공한다. 이 책은 고대 선물의 이론에 비추어 이해된 은혜가 민족성이 아닌 무자격 그리스도선물(새 관점처럼 무자격 그리스도선물)에 기초한 새로운 공동체의 형성과 상호주의를 어떻게 요구하는가를 조명하면서 바울 신학의 중심에 은혜(새 관점 공간)를 두었다는 평가를 받아왔다.
특별히 톰 라이트의 새관점 칭의론은 종교개혁자들의 칭의론과 비교했을 때, 종말에 있을 행위심판에 대한 주장 때문에 '행위구원론적’이며 ‘반(半)펠라기우스주의’(Semi Pelagianism)라는 비판을 받고 있다.
합신 이승구 교수는 “라이트의 생각은 하나님의 최후 심판이 삶 전체를 놓고 행하시는 것, 곧 ‘행위에 근거해서’ 하시는 것이라고 이해될 수 있다”며 “행위를 갖고 심판하신다는 이 계속되는 라이트의 주장은 ‘반 펠라기우스(semi-Pelagianian)주의’적 주장과 일맥상통한다고 한다. 사람들이 자신들 스스로의 힘으로는 하나님이 보시기에 선한 것을 낼 수 없어도 하나님께서 주시는 은혜와 성령님의 능력으로 어떤 선행을 한 것이 마지막 날에 공로로 여겨진다는 것이 바로 천주교회적 반 펠라기우스 사상이 주장하는 바였기 때문”이라고 역설했다.
그는 또 “라이트의 문제는 근원적으로 자기 나름의 독특한 성경 해석에 사로잡혀 전통적 성경 해석에 대한 비판이 너무 크게 나타나게 된 것”이라며 “‘새 관점’의 구원론은 기존의 구원론을 전적으로 뒤집는 것이고 이는 종교개혁 자체를 부정하는 것으로 연결된다”고 ‘새 관점’을 비판한다.
안명준 교수는 칭의는 하나님의 법정적인 사건인데 성화와 연결하여 행위적으로 보는 문제를 지적하면서, 현재의 칭의는 종말에서도 온전하게 유효하다고 주장한다.
김영한 박사는 “‘바울에 관한 새 관점(이하 새 관점)’은 1세기 유대교가 가진 ‘언약적 율법주의(covenantal nomism)’를 발견한 공헌이 있으나, 바울의 칭의론을 기독교 교리 핵심인 구원론적 관점이 아니라 교회론이나 선교론으로 부제화시키는 오류를 범했다”고 설명했다.
김 원장은 “바울의 칭의론은 루터나 칼빈이 인정한 것처럼 선행으로 구원받는 것이 아니라 오로지 예수 그리스도의 공로를 믿음으로 의롭다 함을 받으나 이 칭의는 믿을 때 주어지며, 이 시초적 칭의는 종말에 그대로 확정된다”며 “시초적 칭의와 종말적 칭의는 하나님 앞에서 다를 바 없다”고 밝혔다.

## 로마 가톨릭과 동방정교회의 반응
"새로운 관점"은 대체로 개신교 학자들 사이에서의 내부 논쟁이었다. 많은 로마 가톨릭과 동방 정교회 학자들은 일반적으로 이 새로운 견해에 호의적인 반응을 보여왔는데, 그들의 신앙과 전통적 성향에 더 큰 공통성을 보였기 때문이다. 일부 가톨릭 교회들은 '바울의 새관점'이 그리스도 안에서 이루어지는 인간 구원의 현실성에 대한 더 발전된 진보라고 보고있다.
그러나 Clement, John Chrysostom, Ambrose, Augustine, and Thomas Aquinas 같은 교부들의 해석을 연구하는 학자들은 그러한 견해들이 바울 문서를 정확하게 읽은 것이 아니라는 입장을 고수하면서 "바울의 새 관점"을 환영하지 않는다. 로마 카톨릭의 학자 Fr. Joseph Fitzmyer도 최근 로마서의 주석에서 "바울의 새 관점"은 많은 면에서 어거스틴의 신학과 충돌한다고 설명하고 있다.
새 관점을 지지하는 작가들이 가져다 준 생각 즉, 구원에서 선행의 중요성이 증가 된 생각은 로마 가톨릭 교회와 동방 정교회와의 강한 공통적인 토대를 만들었다. 역사적으로 개신교는 선행과 믿음의 역할들을 부인한 적은 없지만, 칭의에 관해서는 그 것들이 항상 배제되고 믿음만을 통해서라고 주장하고 있고, 신의 은총이 있든 없든 구원에는 선행이 기여하지 않는다라고 주장한다. 이것은 종교개혁 이후 개신교(개혁교회와 루터교 둘 다)와 다른 기독교 종파와의 구분선이었다.

## 평가
새관점주의는 종교개혁의 근본적인 정신을 변경하려는 시도이며 칭의의 불안정을 보여줌으로써 바울이 로마서 1장에서 말하는 믿음으로 믿음에 이르는 이신칭의 교리에 반하는 주장이다. 칭의는 인간의 행위로는 불가능하기에 하나님의 법적 행위에 의한 은혜이며 믿음으로 현재 죄용서와 하나님의 자녀가 되며 영생을 얻게되는 것이다.

## 같이 보기
- E. P. 샌더스
- 제임스 던
- 톰 라이트
- 마르틴 루터
- 장 칼뱅
- 칭의

## 국내문헌
- 앨리스터 맥그래스, 하나님의 칭의론
- 김용주, 칭의, 루터에게 묻다
- 존 파이퍼, 칭의 논쟁
- 앨리스터 맥그래스, 알리스터 맥그래스의 이신칭의
- 박영돈, 톰 라이트 칭의론 다시 읽기
- 마이클 호튼, 칭의논쟁
- 박재은, 칭의, 균형 있게 이해하기
- 존 M.G. 바클레이, 바울과 선물
- 제임스 던, 바울에 관한 새 관점

## 외국 문헌
- Gosdeck, David, [http://www.wlsessays.net/files/GosdeckNTWright.pdf%5B깨진+링크(과거+내용+찾기)%5D Nicholas Thomas Wright - New Perspective on St. Paul][깨진 링크(과거 내용 찾기)], 2013
- Badenas, Robert, Christ the End of the Law, Romans 10.4 in Pauline Perspective, 1985. ISBN 0-905774-93-0
- Despotis, Athanasios, Die „New Perspective on Paul“ und die griechisch-orthodoxe Paulusinterpretation, [VIOTh 11], St. Ottilien: EOS-Verlag 2014, ISBN 978-3-8306-7705-5
- Despotis, Athanasios, Participation, Justification and Conversion: Eastern Orthodox Interpretation of Paul and the Debate between Old and New Perspectives on Paul (in collaboration), [WUNT II 442], Tübingen: Mohr Siebeck 2017
- Dunn, James D. G., "The New Perspective on Paul", in: Jesus, Paul and the Law, 1990. ISBN 0-664-25095-5
- Gathercole, Simon J., Where Is Boasting? Early Jewish Soteriology and Paul's Response in Romans 1–5, 2002. ISBN 0-8028-3991-6
- Irons, Lee, Seyoon Kim’s Critique of the New Perspective on Paul, 2007.
- Kim, Yung Suk. Christ's Body in Corinth: The Politics of a Metaphor 2008 ISBN 0-8006-6285-7
- Kim, Yung Suk. A Theological Introduction to Paul's Letters: Exploring a Threefold Theology of Paul 2011 ISBN 978-1-60899-793-0
- Marshall, Taylor R. The Catholic Perspective on Paul, 2010.
- Smith, Barry D., What Must I Do to Be Saved? Paul Parts Company with His Jewish Heritage, 2007.
- Thompson, Michael B., http://www.grovebooks.co.uk/cart.php?target=product&product_id=16248&category_id=[ The New Perspective on Paul] 보관됨 2012-02-05 - 웨이백 머신 (Grove Biblical Series), 2002. ISBN 1-85174-518-1.
- Wright, N. T., What St Paul Really Said, 1997.
- Wright, N. T., New Perspectives on Paul 보관됨 2016-09-13 - 웨이백 머신, 2003.
- Wright, N. T., Paul: Fresh Perspectives, 2005.
- Yinger, Kent L., The New Perspective on Paul: An Introduction, (Cascade Books), 2010 ISBN 978-1608994632
- Young, Brad, Paul the Jewish Theologian, 1998
- Kok, Jacobus., The New Perspectives on Paul and its implication for ethics and mission, Acta Patristica, vol 21, 2010, pp. 3–17
- Robert J. Cara., Cracking the Foundation of the New Perspective on Paul: Covenantal Nomism versus Reformed Covenantal Theology, 2017